# Аљаски залив
57° N 144° W / 57° С; 144° З
Аљаски залив (енгл. Gulf of Alaska) представља пространу заливску акваторију северозападног Тихог океана оивичену на северу и истоку јужном и југоисточном обалом америчке савезне државе Аљаска. Према америчком геолошком друштву јужна граница залива иде линијом од острва Кодијак и полуострва Аљаска на западу до Диксоновог пролаза (односно до поморске границе између САД и Канаде) на истоку. Овако омеђена акваторија обухвата површину од приближно 1.533.000 км². Максимална дубина је до 5.569 метара.
Полуострво Аљаска одваја Аљаски залив на западу од Беринговог мора и његовог Бристолског залива.
Залив лежи у зони субполарне климе и подручје је изванредно великог биолошког диверзитета.

## Географија
Целокупна обала Аљаског залива одликује се изразито великим степеном разуђености. Дуж обала пружају се бројни мањи заливи фјордовског типа који се дубоко увлаче у копно. Највећи од њих је Куков залив који се у копно увлачи између континенталног дела и полуострва Кенај (највеће полуострво у заливу) те залив Принца Вилијама. Неки од највећих глечера на континенту свој ток завршавају на обалама Аљаског залива, укључујући и леднике Маласпина и Беринг. Острва су подељена у два архипелага, на северу Кодајк, а на југоитсоку Александров архипелаг.
Обала је доста стрма, а обалска равница релативно уска. Из океана се готово вертикално на многим местима дижу високе вулканске планине Маунт Логан (6.050 м) и Маунт Сент Елаја (5.490 м).

### Мегацунами у заливу Литјуја 1958.
Године 1958. у подручју око фјорда Литјуја (у северном делу Александровог архипелага) десио се јак земљотрес (магнитуде 8,3) који је узроковао одроњавање око 30 милиона метара кубних стена и леда са обале у залив. Огромне количине материјала које су се нагло сурвале у залив проузроковале су мегацунами висине 516 метара. Био је то највећи икада регистровани цунами у историји у том делу света.

## Клима
Подручје Аљаског залива лежи у зони субполарне климе. Ваздушне струје које се формирају над заливом имају велики утицај на климатске прилике на целој северној земљиној полулопти (посебно у подручју Северног Атланктика). У периоду јесен-пролеће над западним и јужним деловима залива је зона ниског ваздушког притиска, и то је појава која се у метеорологији назива Алеутским циклоном. Олује које настају у овој области крећу се дуж обале ка југу и често достижу и до обала Јужне Калифорније. У летњем делу године над заливом је зона високог ваздушног притиска. Кретање ваздушних струја над Аљашким заливом има пресудан утицај на распоред сезонских падавина на подручју Британске Колумбије, Вашингтона и Орегона.

## Екологија и хемија мора
Један крак топле морске Курошио струје одваја се ка истоку и тече ка водама Аљаског залива као Аљаска струја. Њен ток иде од јужних ка северним и западним обалама државе Аљаска у смеру супротном од кретања казаљке на сату. Захваљујући овој струји воде у заливу су нешто топлије у односу на подручја на сличним географским ширинама, тако да су просечне температуре воде које носи ова струја око 4 °C, док је салинитет у просеку око 32,6‰ (у површинском делу). Највећу брзину има током зиме када достиже до 0,3 м/сек, док је најслабији интензитет у летњем делу године када јаки ветрови често мењају њен правац.
Иако су воде Аљаског залива релативно чисте и поштеђене већих загађивача, еколошка слика залива није идеална. Највећи загађивачи су индустријска постројења дуж обале, али и веома жива трговачка активност у водама залива. Највећа еколошка катастрофа десила се 1989. у луци Валдиз, када је из танкера комапније Ексон Валдез у море исцурило око 50 милиона литара сирове нафте, којом је загађено преко 2.500 км обале. Била је то уједно највећа нафтна хаварија у историји Сједињених Држава. Велики проблем представља и неконтролисано изливање отпадних вода из индустријских постројења дуж обале.

## Живи свет
Захваљујући погодној клими и релативно чистој води, те утицају топле Аљаске струје, екосистем залива је веома богат и разноврсан. Морски екосистем залива се убраја у ред високопродуктивних екосистема класе прајм са више од 300 грама угљеника по метру квадратном годишње. У заливу обитава једна од највећих концентрација планктонских врста на земљи.
На морском дну залива живе бројне врсте корала од којих је најпознатија Primnoa pacifica која иако углавном живи на дубинама између 150 и 900 метара, насељава фјордове око града Џуноа до дубина од свега 30 метара.
Рибе и љускари чине најбројнији екосистем у залив, а најраспрострањеније су диадромске врсте које насељавају и слатке и слане воде. Међу њима се посебно истичу разне врсте лососа, затим пацифички бакалар, скуша и иверак. Од ракова најбројнији су краљевска краба, Chionoecetes и шкампе.
Индустријски риболов је важна привредна делатност у заливу. Тако је 1990. изловљено око 650.000 тона рибе, а сличне количине су изловљаване и у наредним годинама. Неконтролисан лов довео је многе од врста на ивицу изумирања.
Од полуострва Аљаска до острва Унимак протеже се екосистем планинске тајге (до висина од око 1.200 метара). Обронци су прекривени закржљалом дрвенастом вегетацијом међу којом доминирају Empetrum nigrum, Salix arctica (арктичка врба) и Dryas octopetala. У нижим и нешто заштићенијим деловима расту разне врсте врбе, јова (Alnus sinuata) док у наплавним низијским подручјима расте топола (Populus balsamifera).